# Parlamento de Quilín (1641)

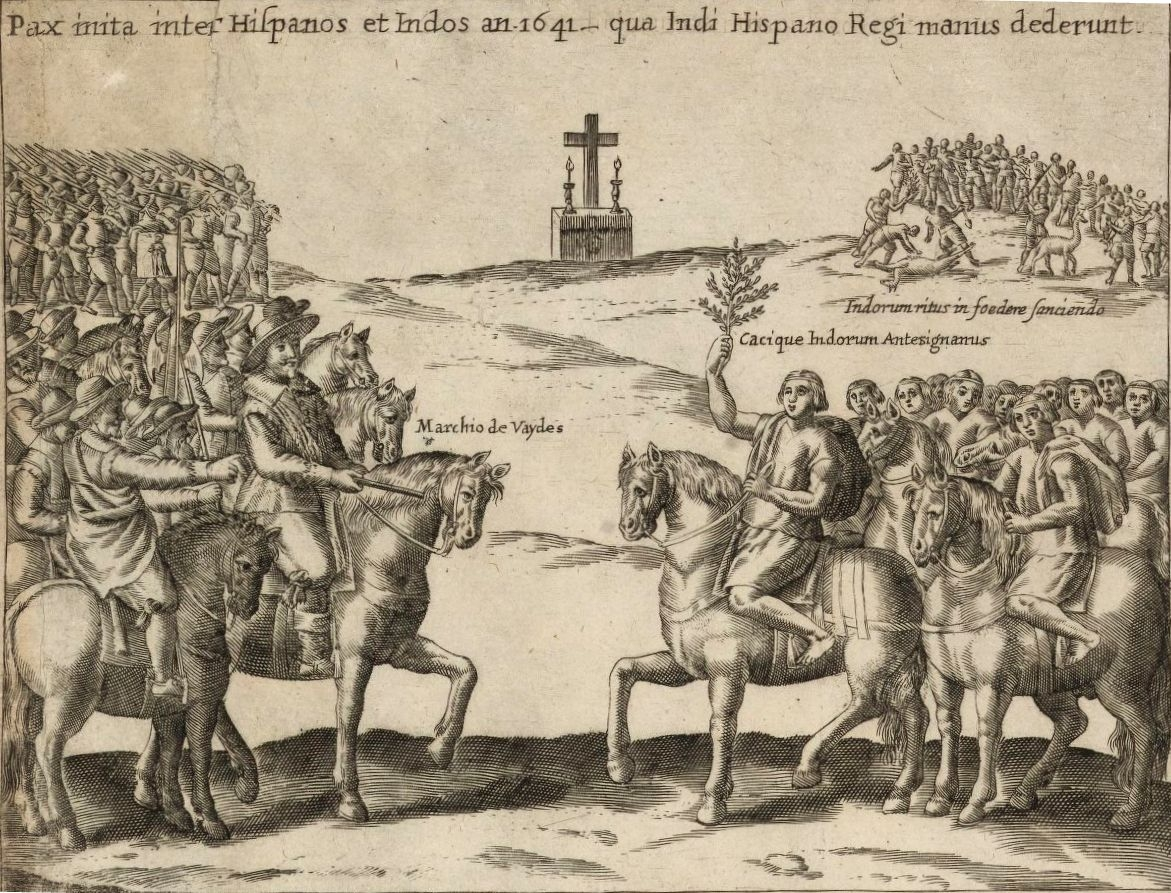
Grabado del Parlamento de Quilín por Alonso de Ovalle (1646).

El parlamento de Quilín o Quillín, también llamado Paces de Quillén, fue una reunión masiva realizada el 6 de enero de 1641 junto al río Quillén, actual provincia de Cautín, de la que emanó el primer tratado de paz acordado entre mapuches y españoles, después de casi un siglo de lucha en la guerra de Arauco.

## La reunión
El gobernador de Chile Francisco López de Zúñiga, marqués de Baides, había empezado a ofrecer numerosos agasajos y regalos a los caciques que se presentaban en Concepción. Fue el caso de Antonio Chicaguala y Lincopichón, que en octubre de 1640 volvieron a sus tierras con bastones de mando con empuñadura de plata y con la invitación a todos los loncos para asistir a una junta que solemnizara las paces entre ambos pueblos.
Además Chicaguala había obtenido permiso de visitar libremente la ciudad, autorización que fue acompañada de un regalo a propósito: un caballo de la mejor calidad.
El 6 de octubre se envió una citación a todos los encomenderos de la colonia, para que se presentaran en Concepción en diciembre y se integraran en la comitiva que acompañaría al gobernador a acordar las paces con los mapuches. 
Estas noticias despertaron gran escepticismo entre los españoles, convencidos del carácter inconstante que atribuían a estos acuerdos. Por otro lado, la guerra permanente era una forma de vida y un mecanismo de ascenso social que tenía sus beneficiarios:

Lo general era cargar la mano sobre la inconstancia de estos indios, sobre sus traiciones, que los soldados con la paz se hacen holgazanes, la milicia se estraga y da en viciosa y en descuidada, llegando a jugar las armas y a vender los caballos, como cosas que ya no son necesarias. Los soldados sentían perder el pillaje, que no se haría caso de ellos ni luciría el buen soldado ni se sabría quien era valiente, y los puestos se darían al que los comprase o los negociase, y no al que con hazañas los mereciese; que no habiendo guerra les quitarían el real situado, y que ya se trataba de avisar al virrey que excusase a Su Majestad de un gasto tan excesivo como era de doscientos doce mil ducados cada año, y que faltándoles el situado andarían desnudos y sin premio
Diego de Rosales

El marqués organizó el parlamento en Quillín, en el llano a orillas del río del mismo nombre, uno de los afluentes del Río Cholchol. López acudió acompañado de un ejército de 1.376 españoles y 940 "indios auxiliares". Por el lado mapuche el principal asistente fue el toqui Lientur, secundado por Butapichún, los loncos Chicaguala, jefe de 1000 guerreros, y Lincopichón, cabeza de 3000 lanzas.
Es fama que las reuniones se llevaron a cabo con una pompa y solemnidad que resultaba inédita para los españoles de Chile. En el lugar se dispuso de todo lo necesario para atender a los mapuches que asistieran. Sobre todo comestibles y bebidas alcohólicas. 
De acuerdo a la diversa naturaleza de las culturas participantes, los acuerdos no fueron solemnizados con una firma, sino con gestos. Los caciques pasaron abrazando al gobernador, a sus consejeros y a los jesuitas que los acompañaban. Tras esto, retribuyeron con sus propios presentes las atenciones y regalos del gobernador. 
Tras finalizar la negociación, la comitiva española avanzó hasta La Imperial, donde le fueron entregados algunos cautivos.

## El tratado
Se debe considerar que los documentos conocidos fueron emanados únicamente por uno de los dos bandos que participaron en la reunión, los españoles, y que los acuerdos alcanzados fueron de hecho compromisos verbales. En esto son diversos de lo que habitualmente se considera un tratado. Pero todo indica que ambos bandos trataron de dar a estas paces la calidad de compromiso solemne.
De hecho, la administración española archivó las actas del parlamento como un tratado internacional.
Los acuerdos fueron: 
- Que los mapuches conservarían su absoluta libertad, sin que nadie pudiera molestarlos en su territorio ni esclavizarlos o entregarlos a encomenderos;
- Que su territorio tenía como frontera norte el Biobío;
- Que los españoles destruirían el fuerte de Angol, que quedaba dentro del territorio mapuche;
- Que los mapuches debían liberar a los cautivos españoles que retenían;
- Que dejarían entrar a sus tierras a los misioneros que fueran en son de paz a predicarles el cristianismo;
- Que se comprometían a considerar como enemigos a los enemigos de España y que no se aliarían con extranjeros que llegaran a la costa.

Los acuerdos fueron ratificados por el rey Felipe IV el 29 de abril de 1643.
El tratado suele ser interpretado como un reconocimiento oficial de la independencia de la nación mapuche por parte del Imperio español. Esto es correcto si se considera que se aceptaba a los indígenas una soberanía efectiva y sobre su territorio. Esta soberanía no era limitada, sino por acuerdos propios de una alianza convencional entre dos naciones, como asegurar el libre tránsito para ciertos dignatarios o evitar el paso franco de los enemigos del aliado. Pero el tratado también consideraba una fórmula conceptual de cesión de independencia. De acuerdo al acta española, los loncos mapuches reconocieron al rey de España como señor y le juraron vasallaje. Y, aunque lo que esta declaración pudiera significar para los mapuches fuera algo relativo e intangible, la aceptación del señorío del rey se volvió en adelante uno de los puntos habituales y rutinarios de la pauta de los parlamentos mapuches, a pesar de que los pactos eran establecidos tanto en español como en mapudungun, por lo que tales aceptaciones de la soberanía del Rey pudiesen ser solo interpretaciones de parte de los hispánicos.

## La tradición delkoyag
Los cronistas reiteradamente dejarán constancia acerca de las ceremonias que los mapuches denominaban koyag, los compararán con los cabildos españoles, explicarán cómo se realizaban las juntas entre los mapuches y señalarán aspectos rituales para celebrar las paces, por ejemplo celebrar victorias o para convocar a la guerra. También dejarán constancia acerca del significado del koyang. Estaban Erize, en su diccionario araucano-español, define el "coyag", como Junta solemne o parlamento. 
Francisco Núñez de Pineda y Bascuñán nos explicará que:

“tienen señalado y dispuesto un lugar conocido en cada parcialidad para sus parlamentos y consejos de guerra, que llaman Lepum, y cuando se ofrece alguna consulta o cojao (que así llaman a estas juntas)”.

Vicente Carvallo y Goyeneche, acusa también la diferencia:

“En este caso suspenden toda hostilidad i empieza a tratar de ajustes, que se concluyen en una asamblea que ellos llaman buta-coyan, i los españoles de aquel reino, parlamento”.

De igual forma se refiere el Abate Molina quien nos cuenta que: 

“Terminada, pues, que sea la guerra entre las dos naciones, se hace luego un congreso, que los españoles llaman Parlamento, y los araucanos Huincacoyag.”

También Felipe Gómez de Vidaurre confirma que:

“Allí se trata de las causas de la guerra que expone el toqui que pretende declararla, o la ha declarado ya con sus hostilidades, las cuales, ordinariamente, son aprobadas por el ancacoyan o buta-coyan, esto es, por el consejo de los araucanos, o por el gran consejo".

Por otra parte Diego de Rosales dirá al respecto:

“Y en las juntas generales, que llaman Coyao (...) que son los lugares donde se juntan a tratar las cosas de importancia, que son como los lugares de el cabildo".

Como se ve, la palabra koyag, era conocida entre los cronistas. En los escritos se puede observar que esta palabra estaba asociada a un evento particular de la sociedad mapuche, en el que se trataban temas de enorme importancia, para lo cual tenían lugares específicos donde realizaban sus convocatorias. Asistían a ellas determinadas personas, se administraba justicia y se tomaban decisiones para la paz o para convocar a la guerra. Por lo tanto, se caracteriza por ser un espacio de interacción social, política y militar.
Los españoles asociaron la función del koyag, con la de “cabildo”, por lo tanto lo que operaba en este caso era la traducción a los ámbitos del entendimiento hispano. Jerónimo de Vivar nos dará una notable visión acerca de esto al comparar estos eventos con los del cabildo español. En este contexto dice que:

“Ciertas veces del año se ajuntan en una parte que ellos tienen señalado para aquel efecto que se llama regua, que es tanto como decir “parte donde se ayuntan” y sitio señalado como en nuestra España tienen donde hacen cabildo. Este ayuntamiento es para averiguar pleitos y muertes, y allí se casan y beben largo. Es como cuando van a cortes, porque van todos los grandes señores. Todo aquello que allí se acuerda y hace es guardado y tenido y no quebrantado. Estando allí todos juntos estos principales, pide cada uno su justicia".

Lo que describe Vivar, es la estructura y función de un koyag. En su escrito, como también en los otros cronistas, queda explícitamente de manifiesto, como estas juntas eran reuniones periódicas que se daban en la sociedad mapuche, y el hecho que obedecían a una costumbre anterior a la llegada de los españoles.